# Liste des clubs de football andorran
Voici une liste de tous les clubs affiliés à la Fédération d'Andorre de football, dans les deux divisions amateurs du pays :
- Liga de Primera Divisió (8 clubs)
- Liga de Segona Divisió (7 clubs)

Certains clubs, comme le FC Andorra, jouent dans des compétitions espagnoles.
| Équipes                      | Ville               |
| ---------------------------- | ------------------- |
| Futbol Club Santa Coloma     | Andorre-la-Vieille  |
| Unió Esportiva Sant Julià    | Sant Julià de Lòria |
| Club Esportiu Principat      | Andorre-la-Vieille  |
| Fútbol Club Encamp           | Encamp              |
| Inter Club d'Escaldes        | Escaldes-Engordany  |
| Fútbol Club Rànger's         | Andorre-la-Vieille  |
| Fútbol Club Lusitanos        | Andorre-la-Vieille  |
| Casa Estrella del Benfica    | Sant Julià de Lòria |
| Sporting Club d'Escaldes     | Escaldes-Engordany  |
| Deportivo La Massana         | La Massana          |
| Futbol Club Andorra Veterans | Andorre-la-Vieille  |
| Constel·lació Esportiva      | Andorre-la-Vieille  |
| Futbol Club Aldosa           | La Massana          |
| CE Benito                    | Sant Julià de Lòria |
| Atlètic Club d'Escaldes      | Escaldes-Engordany  |
| Unió Esportiva Engordany     | Escaldes-Engordany  |
| Costruccions Emprimo         |                     |
| Unio Esportiva Santa Coloma  | Andorre-la-Vieille  |
| Unió Esportiva Extremenya    | La Massana          |
| CE Jenlai                    | Escaldes-Engordany  |
| Magatzems Lima               | La Massana          |
| Racing d'Andorra             | Andorre-la-Vieille  |
| Assegurances Doval           | Escaldes-Engordany  |
| Penya Encarnada do Andorra   | Andorre-la-Vieille  |
| Futbol Club Andorra          | Andorre-la-Vieille  |